# ميتش هاردينغ
ميتش هاردينغ (بالإنجليزية: Mitch Harding)‏ (27 يناير 1994 في المملكة المتحدة - ) هو لاعب كرة قدم بريطاني في مركز الهجوم. لعب مع نادي بريستول روفيرز ونادي غلوستر سيتي.

## وصلات خارجية
- ميتش هاردينغ على موقع قاعدة بيانات كرة القدم.إي يو (الإنجليزية)
- ميتش هاردينغ على موقع Soccerbase.com (لاعب) (الإنجليزية)
- ميتش هاردينغ على موقع Soccerway.com (الإنجليزية)